# رامون مونتويا
رامون مونتويا (بالإسبانية: Ramón Montoya Salazar)‏ هو عازف قيثارة وملحن إسباني، ولد في 3 نوفمبر 1879 في مدريد في إسبانيا، وتوفي في 20 يوليو 1949.

## وصلات خارجية
- رامون مونتويا على موقع ميوزك برينز (الإنجليزية)
- رامون مونتويا على موقع أول ميوزيك (الإنجليزية)
- رامون مونتويا على موقع ديسكوغز (الإنجليزية)